# Casimir Liberski
Casimir Liberski (Brussel, 28 januari 1988) is een Belgische jazzpianist en keyboardspeler.
Casimir was al actief met een eigen trio toen hij nog naar de middelbare school ging, hij toerde ermee in België en Frankrijk. In 2005 componeerde hij de soundtrack voor de film Bunker Paradise, geregisseerd door zijn vader Stefan Liberski. Hij ontving een beurs (een Presidential Scholarship) om te studeren in Berklee College of Music (2006). Later vertrok hij naar New York, waar hij ging werken als freelance-pianist. Hij heeft gespeeld en/of opgenomen met musici als Stanley Jordan, Denardo Coleman, Evan Marian, Charnett Moffett, Rodney Holmes, Tyshawn Sorey en Nasheet Waits.

## Discografie
- 2008: Evanescences (featuring Tyshawn Sorey and Thomas Morgan) (Dalang!Records)
- 2009: Dedications (Jazz Revelation)
- 2010: Treasures (Motéma Music)
- 2012: Defense Mechanism (van Louis de Mieulle)
- 2012: The Caveless Wolf - Casimir Liberski Trio (Dalang!Records)
- 2012: Atomic Rabbit (Dalang!Records)[2]

- Bibliothèque nationale de France: cb15506459x (data)
- International Standard Name Identifier: 0000 0000 0522 6106
- Library of Congress Control Number: no2017136101
- MusicBrainz: 8523b029-399a-49a6-95fe-8c73424a8e78
- Système universitaire de documentation: 227206398
- Virtual International Authority File: 37222025
- WorldCat: E39PBJfMkC4GYRGFKHFtpx3WjC